# 塞爾基奧河

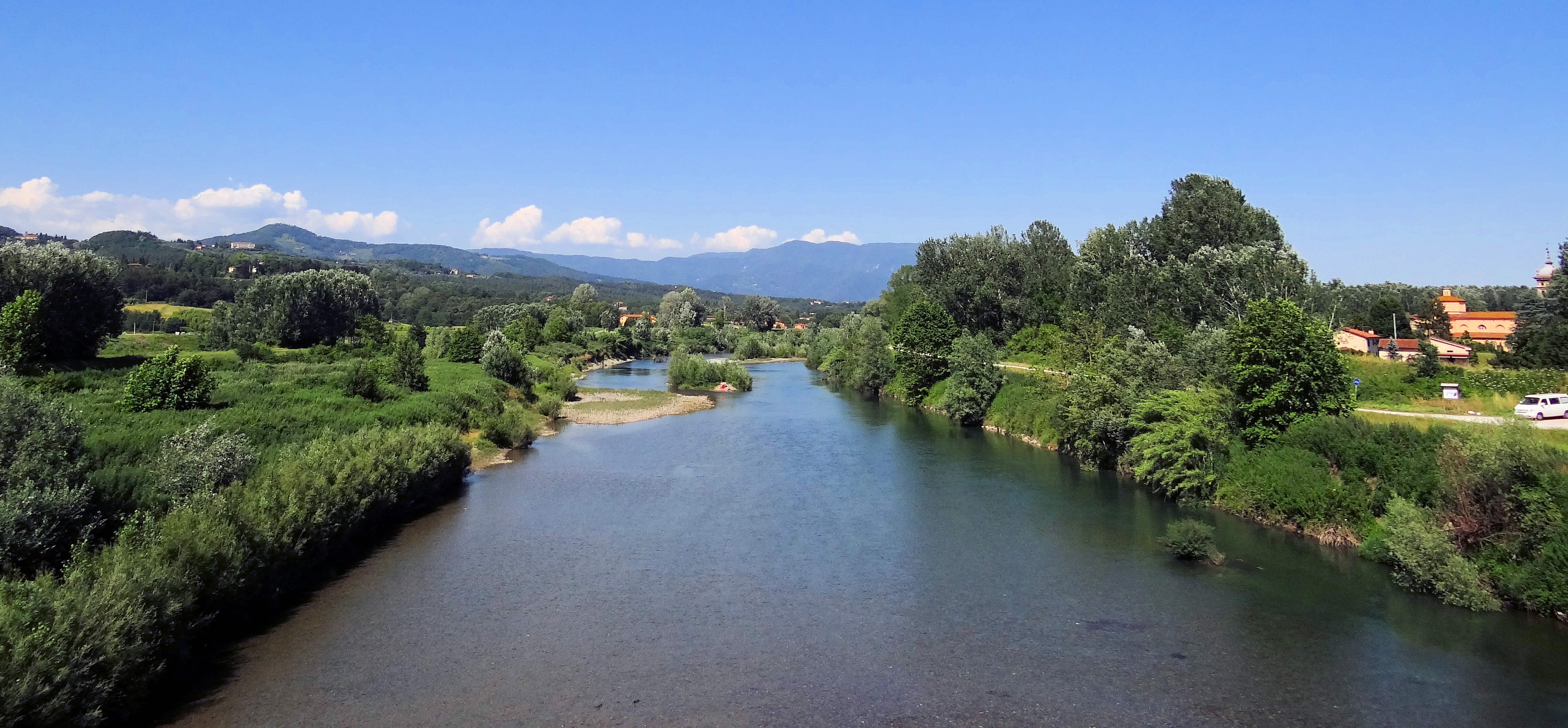

塞爾基奧河（義大利語：Serchio）是意大利的河流，位於該國中部托斯卡尼大區，最終注入提雷尼亞海，河道全長126公里，流域面積1,525平方公里，平均流量每秒46立方米。

## 外部連結
- Authority of river basin （页面存档备份，存于）
- Tourism （页面存档备份，存于）

43°47′N 10°16′E / 43.783°N 10.267°E